# Les mines del rei Salomó (pel·lícula de 1937)
Les mines del rei Salomó és una pel·lícula d'aventures britànica de 1937 dirigida per Robert Stevenson i protagonitzada per Paul Robeson, Cedric Hardwicke, Anna Lee, John Loder i Roland Young. Adaptació cinematogràfica de la novel·la homònima de 1885 de Henry Rider Haggard, la pel·lícula va ser produïda per la Gaumont British Picture Corporation als estudis Lime Grove de Shepherd's Bush. Els decorats van ser dissenyats pel director d'art Alfred Junge. De totes les adaptacions de la novel·la, aquesta pel·lícula es considera la més fidel al llibre.
Ha estat doblada al català. Es va emetre a TV3 per primer cop el 19 de setembre de 1998.

## Argument
El 1882, el caçador de somnis irlandès Patrick "Patsy" O'Brien i la seva filla Kathy no han aconseguit fer-se rics a les mines de diamants de Kimberley, Sud-àfrica (llavors la Colònia del Cap). Persuadeixen un Allan Quartermain reticent perquè els condueixi a la costa amb el seu vagó.
Pel camí, es troben amb un altre vagó que porta dos homes en mal estat. Umbopa es recupera, però Silvestra Getto mor després de presumir a Quartermain d'haver trobat el camí cap a les fabuloses mines del rei Salomó. Patsy troba el mapa del mort i s'escapa durant la nit, sense voler arriscar la vida de la seva filla. Kathy no consegueix persuadir Quartermain perquè el segueixi; en canvi, es troben amb els nous clients de Quartermain, Sir Henry Curtis i el comandant naval retirat John Good, que van a la recerca de caça major.
Kathy roba el vagó de Quartermain per seguir al seu pare. Quan la troben, ella es nega a tornar-se'n amb ells, així que ells i Umbopa l'acompanyen pel desert i per les muntanyes que es mostren al mapa. Durant l'àrdua caminada, Curtis i Kathy s'enamoren. A l'altra banda de les muntanyes, estan envoltats d'indígenes hostils i portats al kraal del seu cap Twala per ser interrogats. Twala els porta a veure l'entrada de les mines que estan custodiades per la temuda bruixa Gagool.
Aquella nit, Umbopa revela que és el fill de l'antic cap que va ser assassinat a traïció per l'usurpador Twala. Es troba amb dissidents, liderats per Infadoos, que estan farts del cruel regnat de Twala. Junts, planegen un aixecament per a l'endemà durant la cerimònia de "l'olor dels malfactors". Tanmateix, Umbopa necessita Quartermain per idear un pla que els nadius creuen que contrarestarà la màgia de Gagool.
Durant el ritu, Gagool tria diversos indígenes que són assassinats a l'acte. Recordant haver fet una aposta pel Dia del Derbi de l'any anterior, veu al seu diari que hi haurà un eclipsi total de Sol aquell dia exactament a les 11:15. Quartermain, de pensament ràpid, prediu l'eclipsi quan Gagool s'acosta a Umbopa. Umbopa revela la seva veritable identitat a la gent durant la fase de l'eclipsi total i la rebel·lió esclata. Els dos bàndols reuneixen les seves forces, i durant la batalla següent, Curtis mata Twala, posant fi a la guerra civil.
En la baralla, la Kathy s'escapa a la mina per buscar el seu pare. El troba a dins, immobilitzat per una cama trencada però agafant una bossa plena de diamants. Quartermain, Curtis i Good la segueixen, però Gagool provoca una caiguda de roques per segellar la mina amb ells dintre. A l'interior s'assabenten que la mina està connectada a un volcà que havia portat a tancar la mina fa temps. Umbopa torna a perseguir Gagool a la mina, on la bruixa és aixafada per la caiguda de pedres. El nou cap aconsegueix alliberar els seus amics quan el volcà estava a punt d'esclatar i els dona una escorta per ajudar-los a creuar el desert.

## Repartiment
- Paul Robeson com a Umbopa
- Cedric Hardwicke com Allan Quartermain
- Roland Young com el comandant John Good
- John Loder com Sir Henry Curtis
- Anna Lee com a Kathy O'Brien
- Arthur Sinclair com a Patsy O'Brien
- Robert Adams com a Twala
- Arthur Goullet com Sylvestra Getto
- Ecce Homo Toto com a Infadoos
- Makubalo Hlubi com a Kapse
- Mjujwa com a Scragga
- Sydney Fairbrother com a Gagool (sense acreditar)
- Frederick Leister com a comprador de diamants (sense acreditar)

## Producció
Gaumont-British va anunciar la pel·lícula el 1935 i Paul Robeson va signar el 1936. El rodatge va començar a Shepherd's Bush, Londres, el novembre de 1936, i la unitat va viatjar a l'Àfrica durant vuit setmanes més de treball.
Charles Bennett és acreditat com un dels escriptors, però va afirmar que ell "en realitat no" va contribuir al guió. Va dir que s'oposava a la idea que una dona anés al viatge ("era una idea maleïda tonta") i es va retirar del projecte.

## Recepció
Escrivint per Night and Day el 1937, Graham Greene va donar a la pel·lícula una crítica neutral, resumint-la com "una pel·lícula visible". Greene va elogiar l'actuació de Hardwicke i Young, així com l'intel·ligent combinació d'escenes del documental de Geoffrey Barkas, però no li agradaven les actuacions de Loder i Robeson i anhelava la versió en blanc i negre de Lucoque de 1919, a la qual considerava més fidel al llibre original de Haggard de 1885.